# Företagsvärdering
Företagsvärdering innebär att försöka uppskatta det ekonomiska värdet på ett företag eller motsvarande verksamhet, ofta ett aktiebolag. Syftet med företagsvärdering är normalt att kunna sätta ett rimligt pris på företaget i samband med köp, försäljning eller investering i företag, men även för att få underlag för banklån. Det finns många olika metoder för företagsvärdering. Den vanligaste är kassaflödesvärdering, som ofta kallas DCF-värdering från det engelska begreppet discounted cash flow. Korrekt utförd, så bör en företagsvärdering återspegla verksamhetens kapacitet att matcha en viss efterfrågan på marknaden, eftersom den är den enda sanna prediktorn för framtida kassaflöden.

## Avkastningsvärdering
Avkastningsvärdering bygger på att företagets framtida avkastning prognostiseras och nuvärdeberäknas (nuvärdesmetoden). Vad som används som mått på avkastning kan variera, till exempel kassaflöde, utdelning eller vinst.
Marknadsräntan används som diskonteringsfaktor.
DCF-värdering är den form av avkastningsvärdering som är allmänt erkänd som den teoretiskt korrekta metoden för företagsvärdering. DCF kommer från "discounted cashflows", dvs. diskonterade kassaflöden. DCF-värdering bygger på att ett företags framtida fria kassaflöden till företaget uppskattas och diskonteras till nuvärde. Ofta gör man en proformamodell med kassaflöden som byggs på ca 5 år framåt i tiden. Därefter brukar man lägga på en tillväxtfaktor motsvarande analytikers förväntan för branschen, BNP-utveckling eller liknande, som även den diskonteras till ett nettonuvärde.

## Jämförande värdering
Jämförande värdering kallas även relativvärdering, multipelvärdering eller komparativ värdering. Det är den vanligaste värderingsmetoden rörande börsnoterade företag. Metoden bygger på att värderingsobjektet (företaget) jämförs med prissatta företag på aktiemarknaden eller förvärvsmarknaden. Jämförelsen sker ofta med hjälp av olika finansiella värdemultiplar, till exempel P/e-tal eller EV/S-tal.

## Substansvärdering
Substansvärdering innebär att företagets eget kapital utgör grunden för företagets värde för aktieägarna. I substansvärdering ska det egna kapitalet justeras med kapitalandelen av obeskattade reserver samt över- och undervärden i företagets olika tillgångar och skulder. Substansvärdering baserar sig i stort på historisk redovisningsinformation och anses därför inte ta korrekt hänsyn till företagets framtida avkastning och risk.

## Övriga metoder
Det finns även andra inte lika vanliga värderingsmetoder, bl.a. realoptionsvärdering, som bygger på att företagets ses som en form av option.
De modeller som finns tillgängliga är dock bara redskap och det faktiska värdet på ett företag är en funktion av ägarnas vinster i förhållande till kostnader. Det svåra är att avgöra vinster och kostnader över tid och risken är i praktiken sannolikheten för vinst och/eller kostnads-utfall som skiljer sig från uppskattade värden över tid.